# 愛·鬥大
《愛·鬥大》是2008年香港喜劇片電影，由七條（廣東俗語，七個人（一個資深導演彭順、六個新晉以及畢業生導演組成））擔任導演。本片主要演員包括江若琳、文詠珊、李曼筠、英皇娛樂前小花馮皓詩、羅子溢、金牌娛樂歌手小肥、無線電視藝員譚凱琪等青春偶像領銜主演，以及其他大學學生演出，演繹各種不同層次的高難度動作及光怪陸離場面。這齣電影以YouTube為題材，在2008年1月18日於香港上映。
根據《電影檢查條例》，本片列為青少年及兒童不宜（IIB）。

## 演員
| 演員   | 角色 |
| 羅仲謙 | 仲謙 老餅的老表 愛·鬥大遊戲負責人 為了酬錢給女朋友治病及實現自己成為導演的夢想而舉辦愛·鬥大遊戲 因沒知會眾人而把影片放上YOUTUBE惹禍，遊戲中止 |
| 黃湛深 | 老餅 仲謙的老表 愛·鬥大遊戲負責人 因沒知會眾人而把影片放上YOUTUBE惹禍，遊戲中止                                                               |
| 江若琳 | Elanne 通稱阿Ling Janice好友，常互相競爭 Ling隊隊長                                                                                           |
| 文詠珊 | Janice 阿Ling好友，常互相競爭 Janice隊隊長 |
| 李曼筠 | Maggie Ling隊 |
| 馮皓詩 | 阿詩 Ling隊 |
| 小 肥  | 小肥 Janice之觀音兵 Janice隊 |
| 譚凱琪 | Zoie Ling隊 |
| 阮民安 | Tommy 顏福偉之私生子 Janice隊 |
| 謝文偉 | 阿龍 Janice隊 |
| 何俊洪 | 阿俊, James 阿Ling的追求者 Ling隊 |
| 陳嘉露 | 矇豬 Janice隊 |
| 顏福偉 | 顏福偉 |
| 黃婉佩 | Race 仲謙之女朋友 假裝患病試驗仲謙是否真心 |
| 彭立威 | |
| 謝振邦 | |
| 蕭洪   | |

## 劇中比賽過程
| 回合            | 參與成员                          | 比賽情况 | 勝方       |
| --------------- | --------------------------------- | --- | ---------- |
| 第一關 歌唱比賽 | 小肥（Janice隊） Zoie（Ling隊）   | 在殯儀館靈堂喪禮進行期間唱歌，在指定靈堂唱出指定歌曲                                                                          | Ling隊勝   |
| 第二關 鬥好打   | 阿龍（Janice隊） 阿詩（Ling隊）   | 抽籤決定武器進行格鬥 | Janice隊勝 |
| 第三關 鬥大膽   | Tommy（Janice隊） 阿俊（Ling隊）  | 穿著劫匪服裝到特定場所作特定行動（隊長抽籤決定地點）                                                                          | Ling隊勝   |
| 第四關 還原     | 矇豬（Janice隊） Maggie（Ling隊） | 在不用錢的前題下還原食過的鐵板餐模樣                                                                                          | Ling隊勝   |
| 第五關 鬥團結   | Janice（Janice隊） Ling（Ling隊） | 在天台欄柵邊拔河(人數隊員自己決定)                                                                                            | 沒勝負     |
| 第六關 賭命     | Janice隊全員 Ling隊全員           | 夜間於墳墓派光酥餅(人數不限, 越玩越多) 遊戲分兩部分： - 每隊將手上的光酥餅派給指定姓氏的墳墓 - 派完之後再將派出去的光酥餅回收 | 沒勝負     |

## 軼事
- 傳聞有演員因拍攝此電影在墳場一的幕而被鬼上身。

## 姊妹作
- 愛出貓

## 外部連結
- 開眼電影網上《愛·鬥大》的資料（繁體中文）
- 豆瓣电影上《愛·鬥大》的資料 （简体中文）
- 时光网上《愛·鬥大》的資料（简体中文）
- AllMovie上《愛·鬥大》的资料（英文）
- 爛番茄上《愛·鬥大》的資料（英文）
- 香港影庫上《愛·鬥大》的資料（繁體中文）
- 互联网电影数据库（IMDb）上《愛·鬥大》的资料（英文）